# 山下町公園

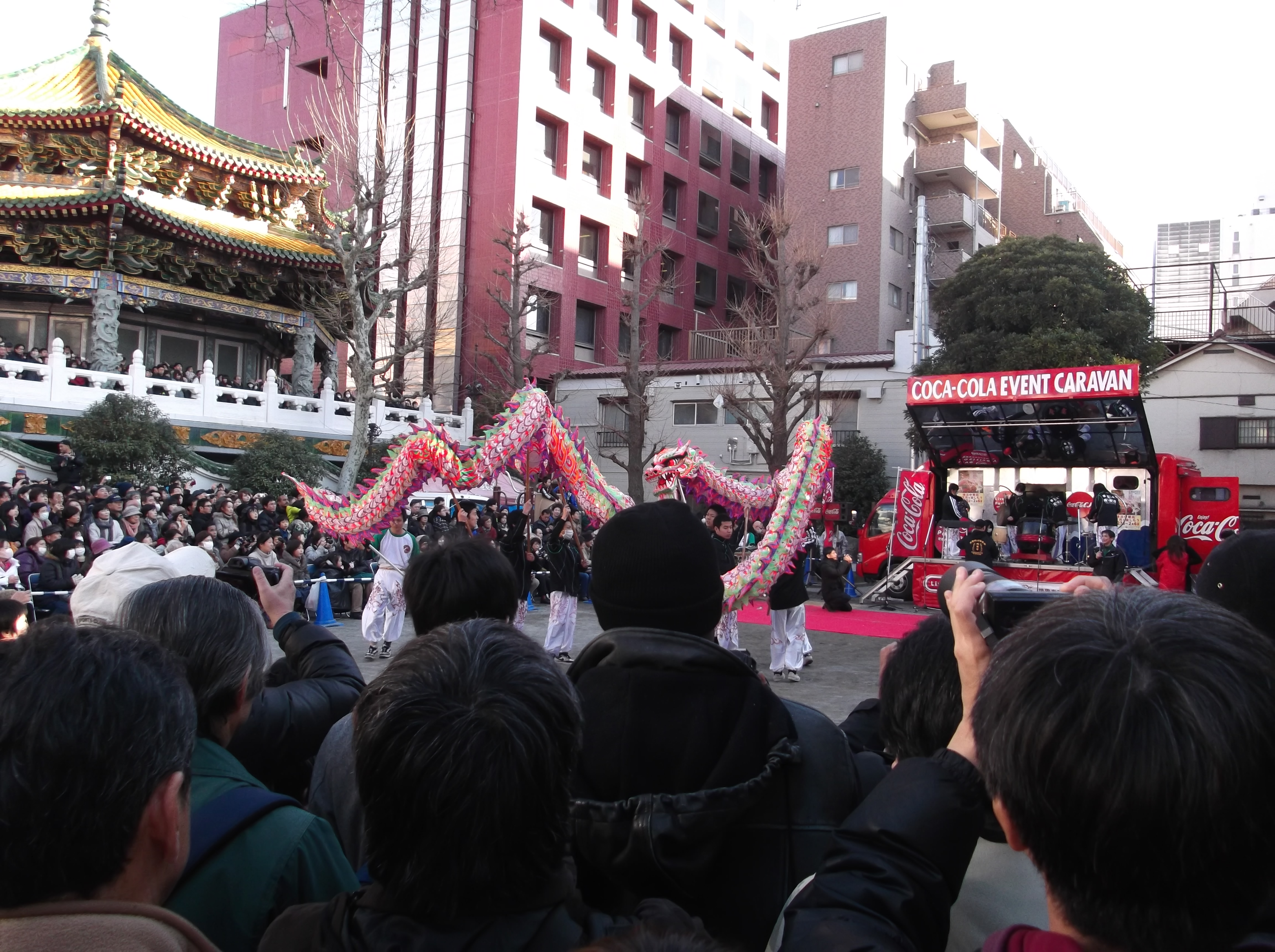
横浜市中区の横浜中華街の山下町公園、2012年1月頃の春節の様子。左側に媽祖廟が見える。

山下町公園（やましたちょうこうえん）は、神奈川県横浜市中区山下町にある都市公園(街区公園)。海に面している山下公園とは別の公園である。
横浜中華街の比較的中央部に位置し、春節、双十節、関帝誕などでイベント会場として使用される事があり、春節パレードではスタートおよびゴール地点として使用される。

## 歴史
- 1862年 横浜新田として、現在の中華街一帯の造成が完了[2]

- 1863年1月7日 中華会館が経営した施設である『同済病院』が480坪を借り受けた。これは横浜新田初の土地借用の記録である[2]。
- 1868年頃 1868年頃、劇場と料理屋を兼ねた娯楽施設である会芳楼（かいほうろう）がオープン[2]。
- 1878年頃 会芳楼が姿を消した[2]。
- 1883年 清国領事館が145番地から移転し、1911年に辛亥革命が起こるまでは清国総領事館として使用された[2]。
- 1911年 中華民国総領事館が置かれた[2]。
- 1923年9月1日 関東大震災により建物が倒壊し、総領事館は移転した[2]。
- 1925年 中華民国総領事館が一度135番地に戻った[2]。
- 1932年 中華民国総領事館が別の場所に移転した[2]。
- 1959年 会芳亭が公開[3]
- 1960年 児童公園としてオープン[2]
- 2000年1月頃 公園の再整備工事中、明治時代の瓦などが大量に出土した[4]
- 2000年6月20日 公園の再整備が行われ、会芳楼にちなんだ東屋『会芳亭』が建設された[2][4]。

## 交通
- 日本大通り駅、元町・中華街駅（みなとみらい線）徒歩5分程度
- 石川町駅（根岸線）・関内駅（根岸線）共に徒歩7 - 12分程度
- 横浜市営バス・京浜急行バス

## 周辺
- 横浜中華街
- 山下公園
- 横浜スタジアム - 徒歩5分程度。
- 横浜媽祖廟 - 行き来は出来ないが、隣接している[5]。
- 横浜関帝廟
- 元町
- 山手

## 公園内施設
- 屋根つきベンチ(会芳亭)
- 砂場 ただし非常に小規模で夜間は施錠されている
- 滑り台やブランコ等の遊具
- トイレは無い
- 狛犬（石獅子（中国語版）） 関帝廟通り入り口に1対
- けやきの大木 中華街のシンボルツリーと呼ばれる事があり、毎年11月頃から2月頃まで開催されるライトアップイベント"メモリアル春節燈花"でもこのけやきの大木はライトアップされる。

## 登場する作品
- 大決戦!超ウルトラ8兄弟[6]
- 孤独のグルメ Season8[7][8]
- 岡麓全歌集[9]

## 画像

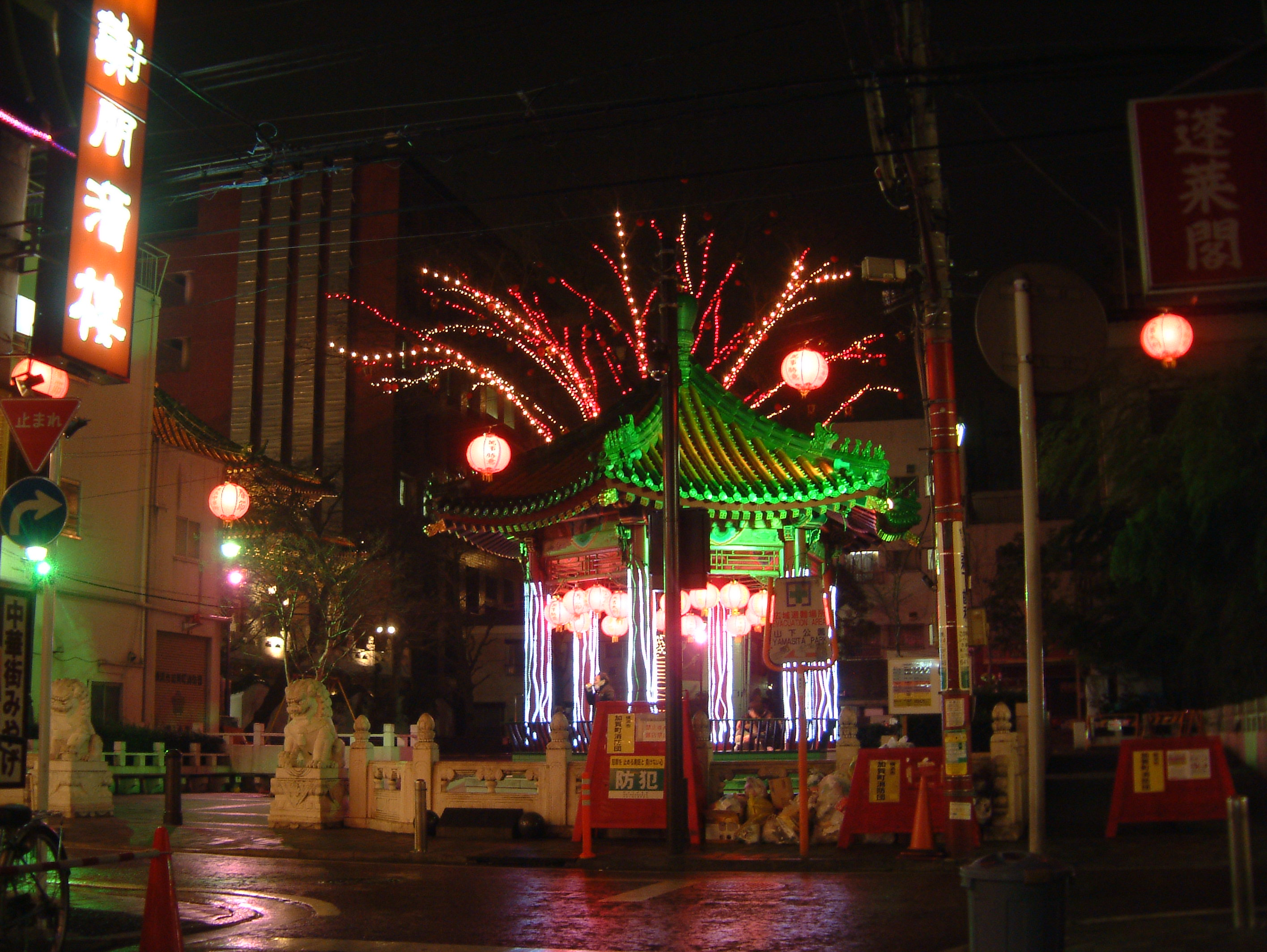
2008年の春節
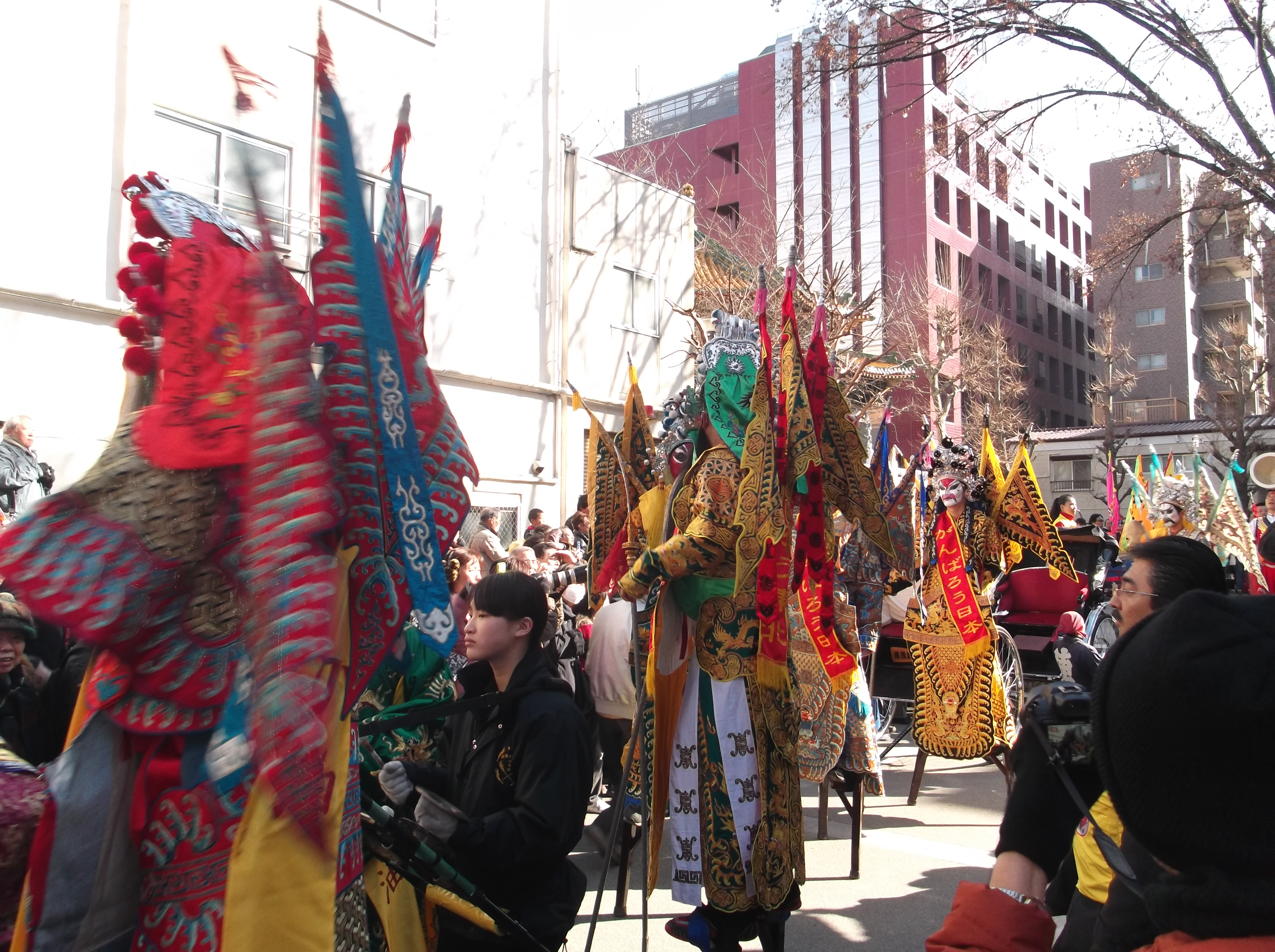
2012年の春節パレードが出発
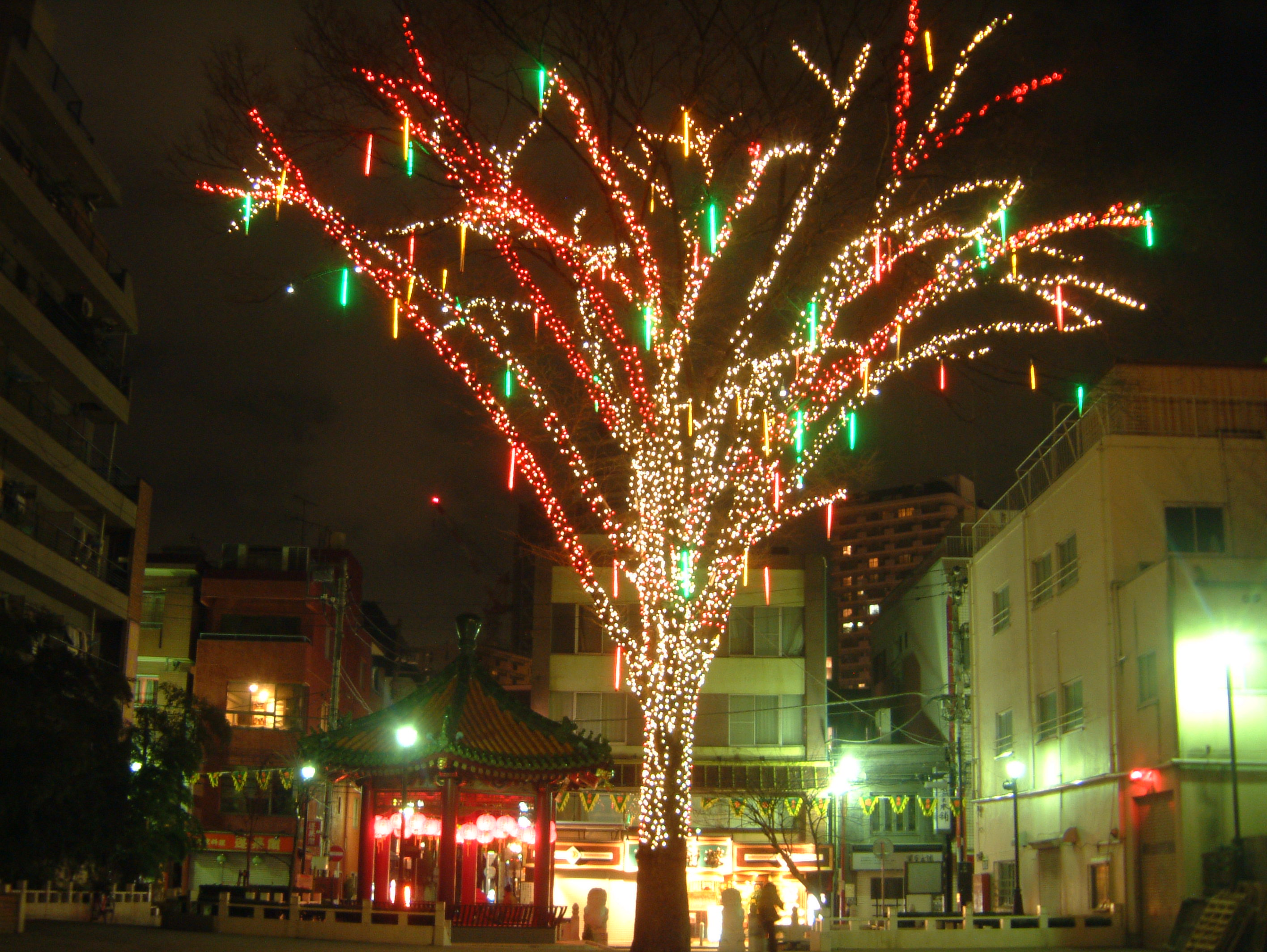
2009年の春節でイルミネーションされた欅
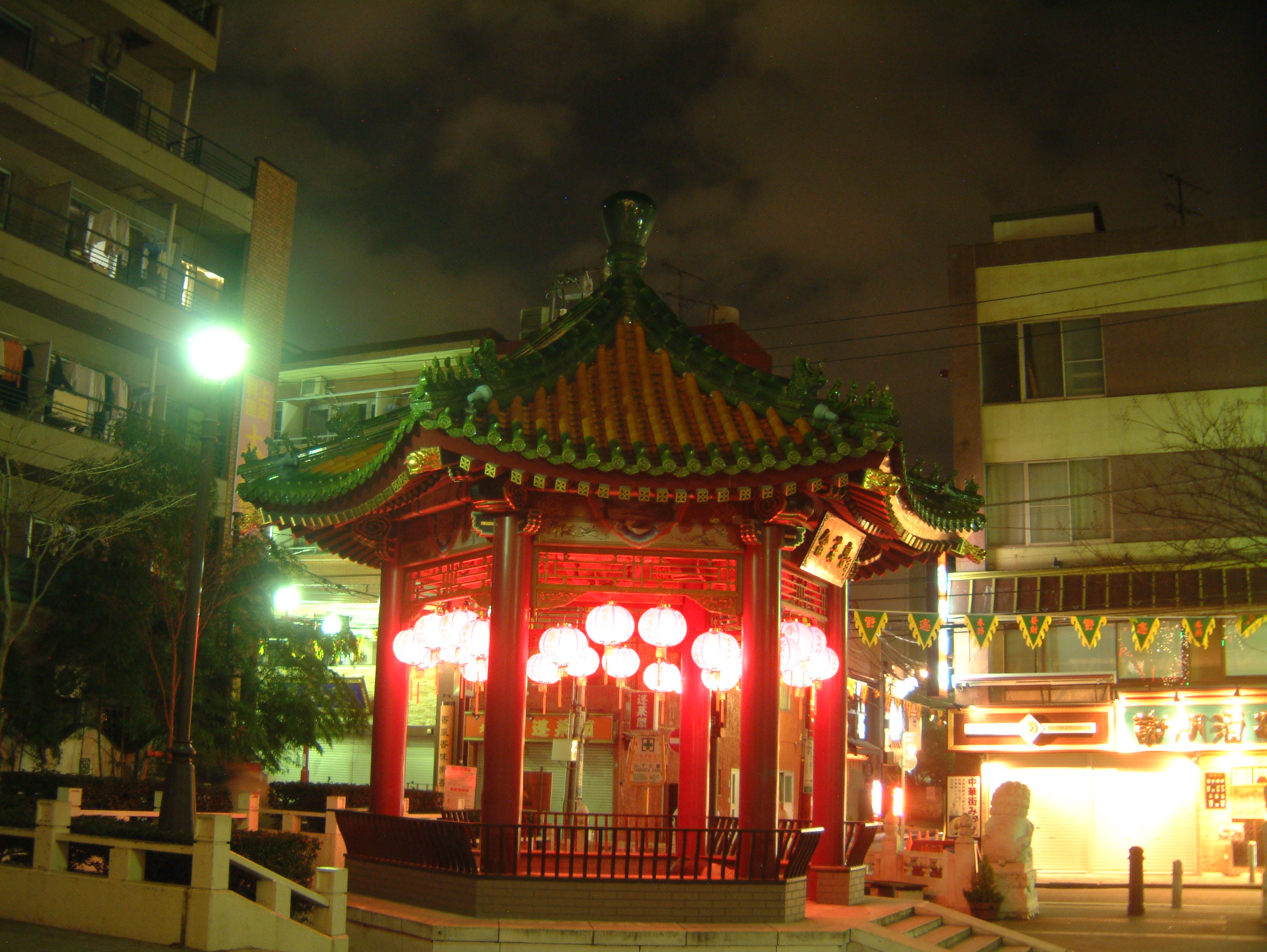
2009年の春節で提灯に点灯された会芳亭